# سوسک قرصی معمولی
سوسک قرصی معمولی (نام علمی: Byrrhus pilula) نام یک گونه از زیرخانواده قرصی‌سوسکیان است.